# 작은날여우박쥐
작은날여우박쥐(Pteropus hypomelanus)는 큰박쥐과에 속하는 박쥐의 일종이다. 오스트레일리아와 캄보디아, 인도네시아, 말레이시아, 몰디브, 미얀마, 파푸아뉴기니, 필리핀, 솔로몬 제도, 태국 그리고 베트남에서 발견된다.

## 특징
작은날여우박쥐는 상당히 다양한 색을 띤다. 머리는 보통 진한 갈색이지만, 누르스름한 갈색을 띨 수도 있으며, 분포 지역의 동부에서는 좀더 연한 색을 띤다. 등은 황갈색-갈색을 띠고 하체는 일부 연한 색조의 담황색이다. 귀는 부분적으로 털이 나 있고, 비막은 검다. 등 쪽의 털은 짧고, 하체 쪽은 중간 정도 길이이다. 작은날여우박쥐는 다소 유사한 류큐날여우박쥐가 경골이 털로 덮여 있는 것과 달리, 털이 없기 때문에 서로 구별될 수 있다.

## 분포 및 서식지
작은날여우박쥐는 인도-태평양 지역의 토착종이다. 분포 지역은 몰디브와 안다만 제도, 니코바르 제도, 멜라네시아, 필리핀, 인도네시아, 파푸아뉴기니 그리고 솔로몬 제도이다. 해발 고도 최대 약 900m 지역에서 서식한다. 대부분의 분포 지역에서 작은 외딴 섬에서 무리를 지어 둥지 생활을 하며, 밤에는 먹이를 찾아 더 큰 섬으로 날아간다.

## 생태
작은날여우박쥐는 토착종과 도입종 나무의 과일을 주로 먹지만, 꽃과 꽃꿀을 먹기도 한다. 먹이는 뽀뽀나무 열매와 망고, 잠불, 바나나, 무화과, 카폭나무 꽃, 반얀나무 그리고 경작지 곡물의 나무와 꽃, 과일 등이다. 매일 몸무게의 약 절반 정도를 먹는다.
약 1년이 지나면 성적으로 성숙해 진다. 번식기는 장소에 따라 다양하고, 임신 기간은 약 200일이다. 새끼는 약 6주 이후에 젖을 떼지만, 4개월 또는 그 이상을 어미에게 의존한다.

## 보전 상태
작은날여우박쥐는 국제 자연 보전 연맹(IUCN)이 "관심대상종"으로 지정하고 있다. 분포 지역이 넓고, 일반적으로 개체수가 풍부하며 주요 위협 요인은 없다. 일부 지역에서 산림 벌채와 관광 관련 활동 그리고 필리핀 등에서 식용으로 사냥되기 때문에 위협을 받고 있다. 곡물이 피해를 받는 농부들에게는 해충으로 간주되기도 한다.